# Комаэ
Комае (яп. 狛江市 Комаэ-си) — город в Японии, находящийся в префектуре Токио. Площадь города составляет 6,39 км², население — 84 807 человек (1 октября 2020), плотность населения — 13 271,83 чел./км².

## Географическое положение
Город расположен на острове Хонсю в префектуре Токио региона Канто. С ним граничат города Тёфу, Кавасаки.

## Население
Население города составляет 84 807 человек (1 октября 2020), а плотность — 13 271,83 чел./км². Изменение численности населения с 1980 по 2005 годы:
| 1980 | 70 836 чел. |  |
| 1985 | 73 784 чел. |  |
| 1990 | 74 189 чел. |  |
| 1995 | 74 656 чел. |  |
| 2000 | 75 711 чел. |  |
| 2005 | 78 319 чел. |  |

## Символика
Деревом города считается гинкго, цветком — рододендрон.